# اردوگاه انتقالی بولتسانو
اردوگاه انتقالی بولتسانو اردوگاهی انتقالی ساخته شده توسط آلمان نازی در بولتسانو، شمال ایتالیا، بود که از ۱۹۴۴ تا ۳ مه ۱۹۴۵ در جریان جنگ جهانی دوم فعالیت داشت. این اردوگاه از جمله بزرگترین اردوگاه‌های موجود در خاک ایتالیا، از جمله فوسولی، بورگو سن دالماتزو، و ریزیرا دی سان سابا، بود.

## تاریخچه
از ۸ سپتامبر ۱۹۴۳، شهر بولتسانو تبدیل به پایتخت منطقه عملیاتی کوهستان‌های آلپ شد و تحت کنترل آلمان نازی قرار گرفت. از آنجا که اردوگاه فوسولی پیشتر برچیده شده بد، اردوگاه بولتسانو تبدیل به اردوگاهی انتقالی برای فرستادن زندانیان به اردوگاه‌های کار اجباری و مرگ نازی‌ها همچون ماوتهاوزن، فلوسنبورگ، آشویتس، داخائو و راونسبروک شد. این اردوگاه در جریان تابستان ۱۹۴۴ و با بهره‌گیری از انبارهای قدیمی ارتش ایتالیا وارد فاز عملیاتی شد. میان ۹۰۰۰ تا ۹۵۰۰ تن در این اردوگاه زندانی شدند که بیشترشان را زندانیان سیاسی، یهودیان ایتالیایی و مردم کولی تشکیل می‌دادند.